# مسجد تاریخی چهارطاق
مسجد تاریخی چهارطاق مربوط به دوره پهلوی اول است و در شهرستان تایباد، بخش باخرز، دهستان بالاولایت، داخل روستای چهارطاق واقع شده و این اثر در تاریخ ۳ خرداد ۱۳۸۶ با شمارهٔ ثبت ۱۹۱۱۱ به‌عنوان یکی از آثار ملی ایران به ثبت رسیده است.